# Geoff Crossley
Geoffrey »Geoff« Crossley, britanski dirkač Formule 1, * 11. maj 1921, Baslow, Derbyshire, Anglija, Združeno kraljestvo, † 7. januar 2002, Oxford, Anglija, Velika Britanija.
Geoff Crossley je pokojni britanski dirkač Formule 1. V svoji karieri je nastopil le na dveh dirkah v sezoni 1950 z dirkalnikom Alta GP2 lastnega privatnega moštva, Veliki nagradi Velike Britanije, kjer je odstopil v triinštiridesetem krogu, in Veliki nagradi Belgije, kjer zasedel deveto mesto z več kot petimi krogi zaostanka za zmagovalcem. Umrl je leta 2002.

## Popolni rezultati Formule 1
(legenda) (odebeljene dirke pomenijo najboljši štartni položaj, poševne pa najhitrejši krog, †-uvrščen kljub odstopu)
| Leto | Moštvo            | Šasija  | Motor           | 1      | 2   | 3   | 4   | 5     | 6   | 7   | Prv | Toč |
| ---- | ----------------- | ------- | --------------- | ------ | --- | --- | --- | ----- | --- | --- | --- | --- |
| 1950 | Geoffrey Crossley | Alta GP | Alta Straight-4 | VB Ret | MON | 500 | ŠVI | BEL 9 | FRA | ITA | -   | 0   |